# Mustafa Pektemek
Mustafa Pektemek, né le 11 août 1988 à Sakarya (Turquie), est un footballeur international turc évoluant au poste d'attaquant à Kayserispor.

## Biographie

### En club
Pektemek finit sa formation au Sakaryaspor où il commence sa carrière. Le 18 novembre 2006, il joue son premier match professionnel contre le MKE Ankaragücü en Süper Lig. Peu utilisé, Pektemek est prêté lors de la même saison au Sarıyer SK qui évolue en deuxième division turc.
De retour de prêt, Pektemek obtient un temps de jeu plus important durant la saison 2007-2008 qui le voit marquer quatre buts.
Ses performances sont remarquées par le Gençlerbirliği SK qui le fait signer en 2008. Pektemek s'épanouit dans le club d'Ankara et voit son efficacité dans le but s'améliorer. Ainsi, il clôt son exercice 2008-2009 avec huit buts au compteur. Pektemek réalise une bonne saison 2009-2010  qui lui permet de se faire un nom en Turquie. Cependant, il souffre d'une rupture des ligaments croisés à l'aube de la saison 2010-2011 et rate plus de la moitié des rencontres. Il revient en fin de saison et retrouve toute son efficacité en marquant à cinq reprises en dix matchs de championnat.
Pektemek s'engage en faveur du Beşiktaş en 2011. Sa première saison est globalement réussie malgré une baisse de régularité devant le but. Il découvre pour la première fois la compétition européenne en disputant la Ligue Europa.
Souvent blessé au cours de la saison 2015-2016 et effacé par Mario Gómez, il soulève néanmoins son premier trophée avec Beşiktaş en remportant le championnat. Pektemek est prêté à l'Istanbul Başakşehir FK pour la saison suivante. Il retrouve de la confiance, inscrivant sept buts en championnat et participe à douze matchs en Coupe de Turquie, s'inclinant en finale contre le Konyaspor.
Le 27 juillet 2019, Pektemek signe au Kasımpaşa SK pour deux saisons.
Pektemek s'engage en faveur de l'Alanyaspor le 14 janvier 2020.

### En équipe nationale
Pektemek est convoqué à quinze reprises, de 2008 à 2010, avec les espoirs turc.
Il honore sa première sélection le 29 février 2012 durant une défaite contre la Slovaquie où il est titularisé d'emblée sur le front de l'attaque. Pektemek inscrit son premier but en juin 2012 face à l'Ukraine et contribue à une victoire 2-0, étant également passeur pour le premier but turc.

## Palmarès
- Championnat de Turquie : 2016